# 最後から二番目の恋
『最後から二番目の恋』（さいごからにばんめのこい）は、2012年1月12日から3月22日までフジテレビ系「木曜劇場」枠で放送されたテレビドラマ。主演は小泉今日子と中井貴一。
本稿では2014年4月17日から6月26日まで放送された『続・最後から二番目の恋』（ぞく・さいごからにばんめのこい）、および2025年4月14日から6月23日まで放送された『続・続・最後から二番目の恋』（ぞく・ぞく・さいごからにばんめのこい）についても記載する。

## 概要
古都・鎌倉を舞台とした45歳独身女性と50歳独身男性が繰り広げる恋愛青春コメディ。ダブル主演の小泉と中井は、1995年のフジテレビ月9ドラマ『まだ恋は始まらない』以来17年ぶりの共演で、どちらも岡田惠和による脚本。
従来の恋愛ドラマにありがちな男女の恋模様に力点を置かず、ホームドラマ的な世界観の中でそれぞれの抱える仕事上の問題や過去のエピソードを通じて、主役二人の関係や絆が深まっていくという内容。
また、大人の男女が持つ四面性が見事に表現されており、千明は職場では姉御肌の理想的な上司、親しい友人の前では毒舌家で独りよがり、女としては寂しがり屋の割に素直になれない甘え下手、その実負けず嫌いで喧嘩っ早いヤンキー体質。一方の和平は職場では真面目で誠実が取り柄の上司、家族の前ではなにかと説教臭く口うるさい存在、一人の男としては悲観主義者でコンプレックスの塊。その実、学生もどきのムッツリスケベでロマンチストといった具合。
小泉は、第49回ギャラクシー賞のテレビ部門・個人賞、第38回放送文化基金賞の番組部門・演技賞を受賞。演出の宮本理江子は2012年度芸術選奨新人賞（放送部門）受賞。脚本の岡田恵和は第72回ザテレビジョンドラマアカデミー賞の脚本賞を受賞。番組も、第38回放送文化基金賞のテレビドラマ部門・番組賞を受賞。
同年11月2日の「金曜プレステージ」で、『最後から二番目の恋 2012年秋』が放送された。本作品は、東京ドラマアウォード 2013において、作品賞の単発ドラマ部門・優秀賞を受賞した。
2014年4月17日から6月26日まで第2シリーズとして、『続・最後から二番目の恋』が放送され、第81回ザテレビジョンドラマアカデミー賞で小泉今日子が主演女優賞を、東京ドラマアウォード 2014で岡田恵和が脚本賞を受賞した。最終話は全主要キャストが長倉家に次々現れ、またラストはべろべろに酔っ払った和平と千明が互いに本音を語り合い将来を約束するという恋愛ドラマにはあり得ないファンキーな結末になっている。中井と小泉が歌うエンディングテーマ「T字路」のカバーイラストは同じく鎌倉を舞台にした夫婦の恋愛模様を描いた漫画・「菜」の作者でイラストレーターのわたせせいぞうが担当している。
2025年4月14日から6月23日まで、11年ぶりの続編となる『続・続・最後から二番目の恋』が「月9」枠にて放送された。
なお長倉真平を演じた坂口憲二は2018年に特発性大腿骨頭壊死症を公表して一度芸能活動から離れており、『続・最後から二番目の恋』が活動休止前に出演した最後のメディア作品となっていた。『続・続・最後から二番目の恋』は復帰後3作目のドラマ出演、連ドラでは復帰後初のレギュラー出演となった。

## あらすじ

### 第一期（あらすじ）
テレビ局のプロデューサーである吉野千明は、親友二人と鎌倉の古民家で暮らす約束をすっぽかされ、一人暮らしをはじめる。
その隣家・長倉家には鎌倉市観光課長の和平、自宅兼店舗『カフェナガクラ』の店長・真平、引き籠もりの万理子の三兄弟と和平の娘で小学生のえりなが暮らしていた。
海岸で一人黄昏れていた千明は、ゴミ拾いの傍ら桜貝を拾い集めている和平を見かける。
「死別した妻が集めていた」という和平の言葉にほだされるが、和平が発した些細な一言が千明の地雷を踏んでしまい、売り言葉に買い言葉の大喧嘩に発展する。
ところが千明は「天使」の評判をとるフレンドリーな真平と親しくなり、長倉家に出入りするようになる。
やがて離婚の危機を迎えた長倉家の長女・水谷典子が千明の家に転がり込んでくる。
個性的な四兄弟と触れ合ううち、千明の独身生活は賑やかで充実したものになっていく。
また、長倉家四兄弟も千明の出現によりそれぞれ考え方が変化していくのだった。

### 第二期（あらすじ）
真平と知美の結婚式が近付いていた。
勢いでラブホテルまで行ったものの、その後はすっかり飲み友達兼ケンカ友達となった和平と千明にはそれぞれ仕事上の転機が訪れる。
和平は世界遺産登録失敗の責任を負わされ秘書課長を兼務するようになり、前鎌倉市長の未亡人・伊佐山良子市長に振り回されることに。
千明は出世により大好きなドラマ制作の現場から外され、ふて腐れる日々を送ることに。
そんな千明のもとに千明を捨てた元彼氏で通称「ポストイット」・高山涼太がやってくる。
脚本家として着々と成長する万理子は、かつては将来を嘱望された脚本家のタマゴだった涼太になんと一目惚れしてしまう。
また、中学生になったえりなには蒼太という彼氏が出来るが、その母親で未亡人の原田薫子が和平に関心を持つことに。
かつては和平を娘と奪い合い、今度は真平の義母となる大橋秀子、典子とケンカして家を飛び出し路上生活者となった水谷広行も交え、長倉家はますます個性的で賑やかになるのだった。

## キャスト

### 主要人物
吉野千明（よしの ちあき）〈45 → 48 → 59〉
演 - 小泉今日子
テレビ局・JMTテレビに勤務する敏腕プロデューサー（第1期）→編成制作局ドラマ制作部副部長（第2期）→ドラマ制作部ゼネラルプロデューサー（第3期）。
性格は明るく溌剌として姉御肌で誰からも好かれるが、反面かなりの毒舌家。男勝りで時折ガラの悪い口調になったり突飛な行動をとるせいで、和平から「元ヤンキー」ではないかと疑われている。読書家で自宅には大量の本が置かれている。
長倉家の面々に対しては名前を呼び捨てにしているが、なぜか和平に対してだけは「長倉和平」とフルネームで呼ぶ。
数々のヒット作を世に送り出してきたが、仕事人間で温かい家庭生活とは全く無縁の人生を送ってきた。そうした独身生活に一抹の寂しさを感じ、同じく独身の女友達と一緒に鎌倉の古民家に住む約束をするが土壇場で裏切られ、やけを起こし一人で長倉家の隣に引っ越して来る。それ以来お隣さんとして長倉家と交流することが多くなり、個性的な兄弟たちとの繋がりを持っていく。
非の打ち所のない性格の真平とは恋人同士の関係に発展する。反対に和平とは些細なことでケンカばかりしている仲だが、なぜか自然とウマが合ってしまう不思議な関係。また、千明が思いも寄らない人物から熱烈な想いを寄せられることになる。
好きなタイプはスポーツ万能で寡黙な美少年。恋愛遍歴こそ豊富だが、プロポーズされたことは一度もなかった。
『最後から二番目の恋 2012年秋』（以下、『2012秋』）では手がけたドラマの低視聴率から仕事を干され、すっかり落ち込んでいた。しかも、名誉挽回のチャンスは苦手にしているサスペンスドラマの仕事だった。
『続・最後から二番目の恋』（以下、『続』）では副部長に出世するも、現場の第一線から外されたことに鬱屈し、自身の言葉とは裏腹にすっかり「面倒臭くて煙たい上司」に。ストレスを抱えては和平と深酒する日々を送っていたが元カレの涼太が生活に困窮して家に転がり込む。涼太に対し、見栄や意地から同居や仕事の世話もするのだが、その口から「ポストイット事件」の真相を聞くことになる。新ドラマのロケが鎌倉および自宅で行われることに決まり、和平の提案で長倉家に居候することに。
『続・続』ではドラマ制作部のゼネラルプロデューサーを務めている。
長倉和平（ながくら わへい）〈50 → 52 → 63〉
演 - 中井貴一
鎌倉市観光推進課課長（第1期）→観光推進課課長兼秘書課課長（第2期）→観光推進課指導監（第3期）。長倉家の長男。典子と双子の姉弟・万理子と真平の兄。
性格は生真面目な堅物で理屈っぽく、なにかと説教臭い。嫌味かつ細かい発言で、千明や典子からは「小姑じみている」「オバサンくさい」と指摘されることが多い。また、自分にも他人にも厳しい質で、なかなか羽目を外すことが出来ない。
千明に対して人前では「吉野さん」と他人行儀だが、口論で興奮すると「あーたね」と容赦なくなる。
両親を早くに亡くし、一家の大黒柱としての責任感から実直に生きてきた。口うるさくもあるが兄としては立派で頼もしい。そうした自分の人生や人柄について「古くさい」「器が小さい」と自嘲しており、年齢には人一倍敏感。妻に事故で先立たれてからは、シングルファーザーとして一人娘を育てているが子育てに関しては妻に任せきりだったせいで、思春期を迎えた娘のえりなとの接し方に困って真平を頼るなど、父親としてはかなり情けない。家庭でも職場でも周囲の個性的な人々に振り回される日々を送っている。
恋愛面では真面目で優等生で可憐な「委員長」タイプが好み。だが、好みのタイプからはつれなくされるのに、なぜか未亡人にばかり好意を寄せられるというかなり特殊な女難体質。
『2012秋』では元部下が上司に昇進。鎌倉観光大使の一件を巡ってとんでもない事態に陥る。なお、劇中で51歳の誕生日を迎えた。
『続』では観光大使の一件の責任を取る形で観光推進課と秘書課の課長を兼務する羽目に陥り、癖の強い市長に振り回される。千明との不思議な関係が平行線を辿る中、未亡人の薫子に興味を持たれ「友人関係」になるが、薫子が「天使」（＝真平）と会ったことを知り、誤解から「セフレ問題」を招き寄せてしまう。結婚を機に真平が実家を出て、万理子も仕事で帰りが遅くなるようになったことで、夜はえりなと二人きりの侘びしい生活に。亡き妻が集めていた桜貝の秘密が意外な人物の口から語られることになる。
『続・続』では観光推進課の指導監を定年退職後の再任用として、務めている。

### 長倉家
水谷（長倉）典子（みずたに（ながくら）のりこ）〈45 → 47 → 58〉
演 - 飯島直子
長倉家の長女。和平の妹、双子の姉弟・万理子と真平の姉。専業主婦をしていたが後にパートに出るようになる。性格は超マイペースで自己中心的。他人の話はまったく聞かず、物事を深く考えずノリと勢いに任せて生きている。さらに口が軽く、余計なことを話す割に肝心なことはなぜか言わない問題児。性格は浮き沈みが激しく、周囲をとことん振り回す。家事万能だが、物臭であまり動きたがらない。また、他人の不幸が大好物でノロケ話には露骨に不快感を示す。
夫と長男から相手にされない寂しさから、頻繁に実家である長倉家に出入りしている。高校生時代は、教師と交際関係に発展し付き合ったことがあるなどモラルが欠落しており、時折とんでもないことをしでかす。夫・広行と熟年離婚した後も水谷家で生活していたが、ある事件がもとで水谷家を家出して千明の家に居候として転がり込んだ。
男女関係の話が大好きだが、意外なことに男性遍歴は少なく、話のほとんどは女性週刊誌やテレビのワイドショーがネタ元。
『2012秋』では家族にハワイ旅行を提案するが、同意を得られず落ち込む。そんなとき、ひょんなきっかけでフラダンススクールに行くことになり「事件」が起きる。
『続』では夫の浮気を疑い尾行していたが、不動産屋を訪れる姿を見てマイホーム購入と誤解。だがそれが勘違いと判明してまたしても離婚の危機を迎え、広行が家を出てしまう。離婚によりシングルマザーとなった脚本家・栗山ハルカの子守りをアルバイトで引き受けたことがきっかけとなって新たな生きがいに目覚めることになる。
『続・続』では専業主婦の傍ら、隙間時間にアルバイトをしている。
長倉万理子（ながくら まりこ）〈35 → 37 → 48〉
演 - 内田有紀（幼少期：久家心）
長倉家の次女。双子の姉、和平・典子の妹。感情を表に出すのが苦手で暗い表情やもっさりした服のセンス、極端な人見知りが原因で周囲にうまく馴染めず、仕事が長続きしない。また、情緒不安定で打たれ弱く些細なことがきっかけで部屋に引き籠もってしまう。恋愛経験はゼロで未だ処女。性格は意外とお茶目で色々なことに興味を示し、機械にも強く、観察力もずば抜けている。凝り性で興味のあることに夢中になると周りが見えなくなる。家族も含め全員に対して敬語で接し、「〜であります」が口癖。和平を「お兄ちゃん」と呼ぶのに対し、典子を「ノリ姉」と呼ぶ。
双子の弟真平と不思議な繋がりを持っており、お互いに考えていることがわかり、片方が調子を崩しているともう片方にも影響する。「真平がいなくなってしまうのでは」という不安感のせいで不安定な性格になったのではないかと真平は思っている。だが、千明との出会いと千明への片思いがきっかけで性格も生活も大きく変化していく。
『2012秋』では千明が仕事を干されている間、他局から誘いがかかるも、千明に恋してる理由からチームに残ることを決め、本格的にドラマの勉強を始める。脚本家の執筆する現場を間近に見るうち、自分の新しい道は脚本家になることだと決断する。
『続』では脚本家として成長させようという千明のはからいで新ドラマの脚本に参加することに。そのパートナーとして千明の元彼氏・涼太と組むことになるが、なんと一目惚れ。涼太と触れ合うと鼻血を出すほどだが、千明への想いとの板挟みとなる。が、涼太が才能の限界を知って辞退したことで、職場復帰した旧知の栗山ハルカとコンビを組む。ハルカを「先生」とも「先輩」とも呼んで慕う。新人脚本家コンクールを狙うなど野心も抱くようになった。
『続・続』では千明専属の脚本家を務めている。
長倉真平（ながくら しんぺい）〈35 → 37 → 48〉
演 - 坂口憲二（幼少期：内田陸斗）
長倉家の次男。双子の弟、和平・典子の弟。自宅を改装しカフェを経営している。イケメンで楽天的な明るい性格かつ、子煩悩なしっかり者で長倉家においては主夫の役割を果たしている。また、フェミニストで「天使」を自称して世界中の女性を幸せにしたいと思っているため、一人の女性だけを愛さないようにしているとうそぶく。兄の和平とは心を許せる親友のような間柄。かつては家族の中心に居た和平の亡き妻を尊敬し、彼女のかわりを果たそうと奮闘している。
実は深刻な病を抱えており、いつ倒れるともわからない状態にある。そのせいで自動車の運転免許も持たず、特定の女性との深い交際が出来なかった。こと病気に関しては家族にも徹底した秘密主義。常に自分の感情を押し殺すように生きてきたせいで、自由奔放な千明を心から愛するようになる。しかし、和平と千明のように言いたいことをお互いに言い合えてケンカ出来る関係を理想だと思うようになり千明と別れる。初対面のときからウマが合わず、衝突ばかりしていた知美と鎌倉ロケのリハーサルで恋人役となったことが縁で結ばれる。
『2012秋』では千明とは「元カノ」「元カレ」と呼び合うなど相変わらず仲が良く、デートの最中でも寂しい女性を見ると「天使」の血が騒いでしまうなど、知美をやきもきさせている。だが、ふとしたことがきっかけで知美に病気のことを知られてしまう。
『続』では知美との結婚を控えて「天使」を卒業したものの、独り身の女性を見ると心が騒ぐのは相変わらず。その一方でなぜか知美とは関係を持てずにいた。知美の許しを得て再び「天使」に戻るのだが、それが「セフレ問題」の原因に。
結婚を機に長倉家を出て大橋家で妻・知美、秀子母娘と同居生活を始める。早朝から夕方の閉店時間まで実家に居るという特殊な生活スタイルになる。
長倉えりな〈11 → 13 → 24〉
演 - 白本彩奈
和平の一人娘。大人びており、性格はクールでドライ。発言は辛辣そのもの。和平に対しては特に手厳しく、汚らわしいものでも見るような態度で接している。半面、叔父の真平に対しては素直で可愛らしく、千明には懐いている。朝のシーンではえりなが「そろそろ遅刻」と席を立つのが終わりの合図となっている。
中学生となった続では蒼太と交際するようになり、学校帰りに大橋家に出入りするように。薫子から娘のように可愛がられ、千明とは平行線の和平が薫子と再婚してくれないかと願うようになる。相変わらず辛辣。
『続・続』では美大を卒業後、実家に戻り海ゴミアートクリエイターとして活動。

### 水谷家
典子の嫁ぎ先。長倉家の家族イベントに参加しており、実質的に長倉ファミリー。
水谷広行〈53 → 55〉
演 - 浅野和之
典子の夫。大騒ぎして結婚したが、次第に夫婦間の会話が減り、職場から帰宅しても挨拶すら交わさず自室に入る。あだ名は「じじい」だが、ずっと嫌だったらしい。
典子に隠れて出会い系サイトを使っていたことが判明して喧嘩する。見た目は真面目そうだが、お調子者かついい加減で無責任。元から典子には内緒でキャバクラ通いもしていて、根っからの遊び人。
自分よりも年上ということもあり、和平からは煙たがられているが、一方的に「お兄さん」と慕っている。なお、息子の翔とは仲が良い。
『続』では典子の誤解がきっかけで再び離婚の危機を迎え、家出。仕事も辞めてしまい、路上生活者に落ちぶれ、真平の結婚式もすっぽかす。「荒野を求めて流離うこと」に憧れていたらしく、典子との和解後は長年の夢を実現するために役者の道へ入る。
水谷典子
長倉家に記載。
水谷翔
演 - 田中碧海
典子と広行の1人息子。思春期を迎え、口うるさく身勝手な母を煙たがっている一方、年甲斐のなさに頭を痛めている。父とは仲が良い。
『続』では高校の陸上部に在籍しており、そのことが万理子のピンチを救う。終盤で和平が下した過去の決断を知り「和平のような大人になる」と誓うも、典子からは即座に「ちょっとハードルが低すぎない!?」とツッコまれている。

### 大橋家
知美と真平が結婚後は長倉家の家族イベントに参加しており、実質的に長倉ファミリー。
大橋知美 → 長倉知美
演 - 佐津川愛美
観光推進課職員。『続』にて真平の妻。和平の部下。童顔にアニメ声、オカッパ頭が特徴。自分が思ったことは上司に対してもずけずけ発言し、和平にパソコン操作を教えるなどしっかり者。性格はいわゆるツンデレ。こだわりが強く、マイペースかつ我が儘。対人関係は苦手で人と話をするのはあまり得意ではない。母親が和平と見合いをする話が出るも、和平が亡き妻に誠実な態度を示したことに好意を抱き告白。和平を親娘で奪い合う状態になる。最終的に自分を「女性」とは見てくれず、自然にケンカ出来る仲である真平といい仲になった。身長差が頭一つ分ある凸凹コンビ。
『2012秋』では「金太郎」と呼ばれていたり、「彼女」と思われていなかったりもするが真平との交際は続いている。だが、真平の病気のことを知って思い悩み、ある人物に相談をもちかける。
『続』では真平との結婚を控えるものの、天使卒業で寂しそうな真平の態度やいつまで経っても「抱いてくれない」ことに思い悩む。結局、天使を再開するよう真平に働きかけるがそれが思わぬ事態に発展する。結婚式については色々と考えた末、身内だけのごく慎ましやかな形で長倉ファミリーの心の拠り所である「長倉家のリビング」で行うことを望んだ真平に賛成した。
結婚により改姓したが大橋家で秀子、真平と三人で暮らすようになる。長倉ファミリーに迎えられ、大家族の一員となったことを心から喜んでいる。説教臭い和平へのつっこみ役を勉強中。
大橋秀子
演 - 美保純
知美の母親。娘と2人で暮らしている。亡くなった夫に対しては貞淑で従順な妻として寄り添うが、散々苦労させられた。見合いで知り合った真面目で誠実な和平に入れ上げ、娘との間に「三角関係」を生じさせる。だが、家族や千明の前で見せる和平の素顔に接して唖然となってしまい、身を引いた。
『続』ではハイテンションのはっちゃけキャラが全開に。真平と知美の結婚を機に長倉家に出入りするようになり、長倉ファミリーの一員に。その一方で路上生活をする広行とひょんなことで知り合う。趣味でウクレレを始めた。
『続・続』ではハイテンションなキャラは変わらず、神出鬼没。和平の行く先々に現れる。
長倉奏志
演 - 森田奏志（第3期）
真平と知美の子ども。
長倉音初
演 - 森田音初（第3期）
真平と知美の子ども。

### JMTテレビ
三井道子
演 - 久保田磨希
アシスタントプロデューサー。千明が仕事上で最も頼りにしているスタッフ。千明の健康管理から人間関係の調整まで幅広くサポートしており、さながら「賢妻」。私生活では既婚である。千明からの呼び名は「三井さん」。
『続』でも、すっかり「面倒くさい人」になってしまった千明のお守を担当する。
『続・続』においても千明のお守役である。
武田誠
演 - 坂本真
アシスタントプロデューサー → プロデューサー。千明の部下。付和雷同な性格で千明の機嫌を伺うようにして忠実に従って業務をこなす。アニメオタク。
『続』にて昇進。千明に代わって「吉野組」を率いるようになった。
飯田ゆかり
演 - 広山詞葉
アシスタントプロデューサー。
栗山ハルカ
演 - 益若つばさ
世間が注目し、テレビ局が大事にしている新進気鋭の若手脚本家。
不思議キャラかつマイペース。不用意な発言も多々あり、千明とはジェネレーションギャップもあって何かと馬が合わない。脚本の腕はイマイチで遅筆。他局の脚本も抱えたうえで「書けない」と言い始めたため、千明の怒りを買うことになる。
主婦で二人の子持ち。万理子のことは「珍獣」扱いするも、それなりに慕っている。
『続』では旦那の浮気が原因で離婚。職場復帰を果たし、結果的に千明のピンチを救う。子守りを通じて典子と親しくなり、万理子とコンビを組んだことで仕事ぶりも捗るようになる。
篠原淳
演 - 鈴木貴之（第2期）
新人アシスタントディレクター。
素直な性格の新人。千明の発言に対して必ず同意するよう命じられており、忠実に実行している。
佐久間
演 - 上川周作（第3期）
若手プロデューサー。還暦近い千明とは世代ギャップを感じることが多いが、千明のやり方も尊重している。今時の若者らしく冷静で合理的。ドラマ制作の予算が削られている状況のなか、コスト削減のために苦心している。ドラマのアイデア出しの会議では、かつて子役をしていたことが判明した。

### 鎌倉市役所
田所勉
演 - 松尾諭
観光推進課職員。和平の部下。メタボ体型で女性には縁がない。上司の和平にも歯に衣着せぬ物言いで、毎度掛け合いのようなやりとりをしている。
『続』でも立ち位置とキャラは相変わらず。
『続・続』では課長に昇進している。他職員の前では和平を長倉君と呼ぶが、二人きり（特に用事を頼む時）だと課長と呼んでいる。
大橋知美
大橋家に記載。
一条（いちじょう）
演 - 織本順吉（第1期）
些細な事で鎌倉市役所に電話してくる札付きのクレーマー爺さん。それでも和平のことは嫌っておらず、度々呼び出しては世間話や猥談をして人生を謳歌している。恐妻家。
見た目こそ堅物だが、コンビニでエロ本を立ち読みしたり、携帯電話で出会い系サイトを愉しんでいたり、キャバクラ通いをしているなど、かなりファンキーな人物。
伊佐山良子
演 - 柴田理恵（第2期・第3期）
鎌倉市長で前市長の未亡人。夫の地盤を引き継いで市長となった。性格は昔気質の生真面目な堅物で貞操観念も強い。最初は和平をとことん毛嫌いしていたが、次第に心惹かれるようになる。なにかにつけ和平を振り回していたが、やがてそのことが周囲からパワハラとの誤解を受けることに。見た目よりもずっと素直で涙もろく、恋愛ドラマが大好きという可愛げのある性格のため、和平を除く長倉家の人々や千明からは好感を持たれている。
『続・続』では和平に次期市長候補として立候補を持ちかけている。

### 千明の友人
荒木啓子
演 - 森口博子
出版業界で働く千明の独身仲間。千明同様、仕事人間で家庭生活とは無縁。悩みを共有する2人とは仲が良く、週末は高級レストランでの食事を愉しんでいる。
『続』では出版業界の事情から名古屋への転勤が決まった。
水野祥子
演 - 渡辺真起子
音楽業界で働く千明の独身仲間。千明同様に仕事人間で家庭生活とは無縁。恋多き女性で、すぐに男性にときめいては痛い目に遭うことが多い。小豆島出身で、千明と啓子の三人で集まる時は小豆島の実家の話がたまに話題になる。

### その他
門脇
演 - 高橋克明
真平の主治医。
高山涼太〈36〉
演 - 加瀬亮（第2期）
千明の元彼。第1回JMT新人シナリオ大賞で大賞を受賞した脚本家。無口で性格は真面目で不器用。通称・ポストイット君。
脚本家になりたいという野心のために千明に近付き交際関係となったが、良心の呵責に耐えられず、「もう騙せない 俺は最低です」「ゴメン、無理」とポストイットに書いてドアに貼りマンションを出て行ったが、前半部分が風で飛んでしまったというのが「ポストイット事件」の真相。
生活に困窮し、恥を忍んで千明を頼る。再び千明と同居するようになり、脚本の仕事も世話して貰ったものの自らの才能の限界を悟ることになると同時に、万理子の才能に嫉妬を抱き、すべてを謝罪して出て行った。
原田薫子〈37〉
演 - 長谷川京子（第2期）
蒼太の母親。夫を事故で亡くす。スタイル抜群で明るく朗らかだが極度の天然ボケ。家庭的で家事万能な一方、お嬢様気質で超マイペースなど千明とは全く正反対の性格をしている。息子を通じて、えりな・和平の親娘と知り合う。男女の友情に憧れ、和平と「友達関係」をスタートさせる。
かねてから興味を抱いていた「天使＝真平」と出会い一夜を共にしたが、「肉体関係を持った」と誤解をした和平に激怒。その後、「セフレも友達」という突飛な提案で和平を困惑させるというのが「セフレ問題」のあらまし。
真平の結婚を機に「カフェナガクラ」でアルバイトを始める。やがて女の勘で和平を巡るライバルが千明であると見抜き、接触を図る。
原田蒼太
演 - 中島凱斗（第2期）
えりなの彼氏で薫子の息子。
琉絆空（るきあ）
演 - 小堀岳（第2期）
ハルカの息子。ハルカが仕事で多忙なときは典子がベビーシッターとして面倒を見ている。
成瀬千次〈73〉
演 - 三浦友和（第3期）
鎌倉で親の代からの医院を受け継ぐ町医者。愛する妻を亡くし静かに暮らしていたが、亡き妻にそっくりな千明が江ノ電に乗っているところを偶然見かけてしまう。そのうえ、かかりつけ医を探していた千明が患者として現れたことで、心境に変化が訪れる。
一方、飲み屋で和平とも知り合う。十歳年下の和平と馬が合い、和平から先輩と呼ばれる飲み友達になる。キャッチャータイプの和平とちがい、エースで四番のピッチャータイプ。千明に対して好意を隠すことなく、和平とは三角関係だと認めている。
早田律子
演 - 石田ひかり（第3期）
一条のひとり娘。夫の駐在先であるシンガポールで暮らしていたが、夫と死別し、鎌倉の実家に帰ってくる。鎌倉市役所で募集していた英語・中国語の通訳として働き始めることで、和平と知り合う。ファンキーな性格だった父親の一条に似て、同じように和平を困らせることになる。
千明と真理子が作っているドラマ「サレ妻同盟」の大ファン。真理子からインタビューを受け、自分の経験がドラマの物語として起用される。
木村優斗
演 - 西垣匠（第3期）
えりなが海辺で出会った男性。海ごみアートを作るために鎌倉の海辺でごみを拾っているえりなに、自分の拾ったごみを渡したところから、えりなと会話するようになる。繊細な性格で、えりなの見つけられないような海ごみアートの材料を見つけることができる。
森下寿絵
演 - 山野海（第3期）
成瀬医院に長く勤める看護師。休診時間には、洋館である医院の待合室で近所の主婦たちとおしゃべりの会を開いている。

### ゲスト
複数話・単話登場の場合は演者名の横の括弧（）内に表記。

#### 第1期（2012年）

##### 第1話
たかし
演 - 渡辺邦斗
千明ら独身3人組が集まるレストランのイケメンスタッフ。

##### 第2話
畑中みどり
演 - 吉田羊（第3話 - 第6話）
真平の小学校同級生。離婚し幼い息子を連れて鎌倉の実家に戻ってくる。

##### 第6話
村上文也
演 - 八神蓮（第7話）
典子と出会い系サイトを通じて知り合う。母親に対しての悩みを相談する。
シーラスの店員
演 - 志賀廣太郎

##### 第7話
湘南ドックの店員
演 - 春海四方
村上文也の父
演 - 岩松了

##### 第10話
ふゆみ
演 - しのへけい子
和平の初キスの相手。

#### 2012秋
灰田マモル
演 - リリー・フランキー
サスペンスしか書かない遅筆の脚本家。サスペンス物に苦手意識が強い千明と仕事をすることになる。女好きでものぐさ且つマイペース、更に重度のヘビースモーカー。だが観察眼は鋭く、話す言葉にも含蓄がある。
向坂緑子
演 - 萬田久子
著名な小説家。夫に先立たれ、現在は大きな屋敷に独りで暮らしている。和平が鎌倉市の世界遺産親善大使になってもらうために送ったメールが気になり、連絡を取る。引き受けるための条件としてとんでもないことを言いだし、物議を醸すことになった。
コア
演 - レイナードリー・フォレスト
タヒチアンダンス講師。

#### 第2期（2014年）

##### 第2話
石田詩織
演 - 中西美帆（第4・6話）
広行が足繁く通う西口不動産従業員。

##### 第4話
横山剣
演 - 本人（スペシャルゲスト）
野宮真貴
演 - 本人（スペシャルゲスト）
上記2名は千明たち女子友達が酒を飲むレストランのステージで歌声を披露する。

##### 第5話
尾野真千子
演 - 本人（スペシャルゲスト）
テレビ局のエレベーターから降りるときに千明たちとすれ違う。

##### 第9話
稲垣輝夫
演 - 風見しんご
千明の小学校時代の同級生。ストッキングを販売する営業社員。
石原芽
演 - 渡辺早織（第10話）
女優。千明たちのチームが制作するテレビドラマ『ビターシンデレラ』の主演。

#### 第3期（2025年）

##### 第1話
セミナー講師
演 - 川村エミコ（たんぽぽ）

##### 第5話
和平の仕事仲間
演 - 柳沢慎吾
渡辺みか
演 - 香坂みゆき
啓子や祥子も知る業界の先輩。

##### 第6話
吉野有里子
演 - 三田佳子
信州で暮らす千明の母。
吉野隆司
演 - 小倉蒼蛙
信州で暮らす千明の父。

##### 第8話
思い出野郎Aチーム
演 - 思い出野郎Aチーム
祥子が担当しているバンド。千明と啓子も招待されたリリースパーティで演奏を披露する。

## スタッフ
- 脚本 - 岡田惠和[37]
- 音楽 - 平沢敦士
- 主題歌 - 浜崎あゆみ（avex trax）
  - 第1期 - 「how beautiful you are」
    - 作詞: 浜崎あゆみ / 作曲: ティム・ウェラード / 編曲: 中野雄太

  - 第2期 - 「Hello new me」
    - 作詞: 浜崎あゆみ / 作曲: 多胡邦夫 / 編曲: 中野雄太

  - 第3期 - 「mimosa」[10]
    - 作詞: 浜崎あゆみ / 作曲: 多胡邦夫 / 編曲: 中野雄太
- 挿入歌 - ヤエル・ナイム「Go To The River」「Far Far」
- 劇中歌 - 小泉今日子&中井貴一「T字路」（ビクターエンタテインメント）（第2期）[38]
- エンディング曲 - 小泉今日子&中井貴一「ダンスに間に合う」（ビクターエンタテインメント）（第3期）[39]
- 演出
  - 第1期 - 宮本理江子、谷村政樹、並木道子
  - 第2期 - 宮本理江子、加藤裕将、宮脇亮
  - 第3期 - 楢木野礼、高橋由妃、西岡和宏[37]
- プロデューサー - 若松央樹、浅野澄美（FCC）、郷田悠（FCC、第3期）[37]
- 制作協力 - FCC（第3期）[37]
- 制作著作 - フジテレビ[37]

## 放送日程

### 最後から二番目の恋
| 各話                                                           | 放送日        | サブタイトル               | 演出       | 視聴率 |
| -------------------------------------------------------------- | ------------- | -------------------------- | ---------- | ------ |
| 第1話                                                          | 2012年1月12日 | 寂しくない大人なんていない | 宮本理江子 | 12.1%  |
| 第2話                                                          | 1月19日       | ひとりって切ないくらい自由 | 宮本理江子 | 12.8%  |
| 第3話                                                          | 1月26日       | 大人の青春を笑うな!        | 宮本理江子 | 11.8%  |
| 第4話                                                          | 2月02日       | 女が年取るってせつないよね | 谷村政樹   | 11.4%  |
| 第5話                                                          | 2月09日       | 人生最後の恋って何だろう   | 並木道子   | 12.6%  |
| 第6話                                                          | 2月16日       | 今迄のどんな恋にも似てない | 宮本理江子 | 11.7%  |
| 第7話                                                          | 2月23日       | 恋ってどうすれば良いんだ?  | 谷村政樹   | 13.1%  |
| 第8話                                                          | 3月01日       | 大人のキスは切なくて笑える | 宮本理江子 | 11.5%  |
| 第9話                                                          | 3月08日       | キスは口ほどにものを言う!  | 谷村政樹   | 12.3%  |
| 第10話                                                         | 3月15日       | 大人の未来だって、輝いてる | 宮本理江子 | 13.0%  |
| 最終話                                                         | 3月22日       | まだ恋は終わらない〜最終回 | 宮本理江子 | 13.7%  |
| 平均視聴率 12.4%（視聴率はビデオリサーチ調べ、関東地区・世帯） |               |                            |            |        |

### 2012年秋
| 放送日        | サブタイトル                                                                                              | 演出       | 視聴率 |
| ------------- | --- | ---------- | ------ |
| 2012年11月2日 | あの“大人って淋しすぎると笑っちゃう”の二人が今夜復活! とにかく笑ってとにかく泣けるロマンチックコメディー! | 宮本理江子 | 10.6%  |

### 続・最後から二番目の恋
| 各話                                                           | 放送日        | サブタイトル                   | 演出       | 視聴率 |
| -------------------------------------------------------------- | ------------- | ------------------------------ | ---------- | ------ |
| 第1話                                                          | 2014年4月17日 | 大人の青春って、始末に負えない | 宮本理江子 | 14.0%  |
| 第2話                                                          | 4月24日       | 恋愛下手な大人たち             | 宮本理江子 | 13.7%  |
| 第3話                                                          | 5月01日       | 過去の恋は、笑って葬れ         | 加藤裕将   | 12.2%  |
| 第4話                                                          | 5月08日       | 私の人生、計算外               | 加藤裕将   | 12.2%  |
| 第5話                                                          | 5月15日       | 全く大人って生き物は…          | 宮本理江子 | 12.8%  |
| 第6話                                                          | 5月22日       | それでも人生は素敵だ           | 宮脇亮     | 11.2%  |
| 第7話                                                          | 5月29日       | 歳を重ねてピュアになる         | 加藤裕将   | 12.1%  |
| 第8話                                                          | 6月05日       | 大人はみんな問題児。           | 宮脇亮     | 13.3%  |
| 第9話                                                          | 6月12日       | 恋で泣く大人も悪くない         | 加藤裕将   | 12.4%  |
| 第10話                                                         | 6月19日       | 恋をのぞけば、順調です         | 宮脇亮     | 13.4%  |
| 最終話                                                         | 6月26日       | 人生まだまだファンキーだ!!     | 宮本理江子 | 13.8%  |
| 平均視聴率 12.9%（視聴率はビデオリサーチ調べ、関東地区・世帯） |               |                                |            |        |

### 続・続・最後から二番目の恋
| 各話                                                          | 放送日        | サブタイトル                         | 演出     | 視聴率 |
| ------------------------------------------------------------- | ------------- | ------------------------------------ | -------- | ------ |
| 第1話                                                         | 2025年4月14日 | 人生あがきながらけっこう楽しんでいる | 楢木野礼 | 9.4%   |
| 第2話                                                         | 4月21日       | 若さより輝く時だってあるんだぜ       | 楢木野礼 | 8.4%   |
| 第3話                                                         | 4月28日       | 正しい生き方なんかどこにもない       | 高橋由妃 | 7.8%   |
| 第4話                                                         | 5月05日       | 人生に恋するためにここにいる         | 西岡和宏 | 7.9%   |
| 第5話                                                         | 5月12日       | そっか年取るって悪くないかもね       | 楢木野礼 | 7.4%   |
| 第6話                                                         | 5月19日       | どうせならファンキーに年をとりたい   | 高橋由妃 | 7.2%   |
| 第7話                                                         | 5月26日       | ときめきに、年齢制限なんかない       | 西岡和宏 | 7.0%   |
| 第8話                                                         | 6月02日       | 泣いても笑っても愛おしい人生         | 楢木野礼 | 7.1%   |
| 第9話                                                         | 6月09日       | 一緒にわちゃわちゃ生きていければ幸せ | 高橋由妃 | 7.0%   |
| 第10話                                                        | 6月16日       | 大人って、立派じゃなきゃダメですか?  | 楢木野礼 | 7.7%   |
| 最終話                                                        | 6月23日       | いくつになっても、未来に恋していたい | 楢木野礼 | 8.2%   |
| 平均視聴率 7.7%（視聴率はビデオリサーチ調べ、関東地区・世帯） |               |                                      |          |        |

## 韓国版
韓国のSBSで放送されていたリメイクテレビドラマ。SBSの『美女コンシム』の後続でスタート。2019年（令和元年）9月26日から11月1日までBSフジで放送された。

### キャスト

#### 主要人物
カン・ミンジュ（吉野 千明）
演 - キム・ヒエ
ゴ・サンシク（長倉 和平）
演 - チ・ジニ
バク・ジュンオ
演 - クァク・シヤン

#### サンシクの家族
ゴ・ミリェ
演 - キム・スルギ
ゴ・サンヒ
演 - チョン・スヨン
ゴ・イェジ
演 - イ・スミン
バク・チョンス
演 - イ・ヒョンチョル
バク・フン
演 - ホン・テイ

#### ミンジュの友人
シン・エギョン
演 - キム・ナヨン
グ・テヨン
演 - ソ・ジョンヨン

#### 市役所
ナ・チュンオ
演 - ムン・ヒギョン
チャ・スヒョク
演 - キム・グォン
ハン・ソンイ
演 - コ・ボギョル

#### SBCテレビ
ハン・ジョンシク
演 - バク・ソングン
グク・ヨンス
演 - ヤン・ヒョンウク
オ・ヨンエ
演 - イ・ヒェウン
ナム・ギチョル
演 - ジャン・ソクヒョン
ナ・エリ
演 - ハン・スジン
プロデューサー
演 - キム・ドンギュン

#### その他
ドク・ゴボン
演 - ソン・ジル
ミン・ジソン
演 - ステファニー・リ
キム・ヒョンソク
演 - ジョン・ユアン

## 関連番組
- ボクらの時代 - 2014年6月1・8日放送回に中井、小泉、演出担当の宮本が出演し鼎談。
- 続・最後から二番目の恋8話まで一挙おさらい&今夜の9話! - 2014年6月12日14時 - 14時55分（「ドラマチックα」[注 3]枠）に放送。第1から8話のダイジェストと当日夜放送の第9話の予告を中心とした特番。